# 李光祖 (萬曆癸未進士)
李光祖（1557年—？），字克肖，號繼平，陝西延安府保安縣人，民籍，明朝政治人物。同進士出身。

## 生平
萬曆七年（1579年）己卯科陝西鄉試第二十三名舉人，萬曆十一年（1583年）癸未科会试第334名，三甲142名進士。吏部觀政，本年官山西榆次縣知縣，十五年行取，十六年三月擢四川道監察御史，本年巡盐两淮，卒于官。

## 家族
曾祖父李溫，曾任教諭；祖父李坦然；父親李嘉賓。母王氏。慈侍下。弟李光裕。